# Voskresensk
Voskresensk (în rusă Воскресенск) este un oraș situat în partea central-vestică a Federației Ruse în Regiunea Moscova, la 88 de kilometri sud-est de Moscova, pe râul Moscova. La recensământul din 2010 avea o populație de 91.301 locuitori. Fondat în 1862. Declarat oraș în 1938.